# Leichtathletik-Europameisterschaften 2002/200 m der Männer

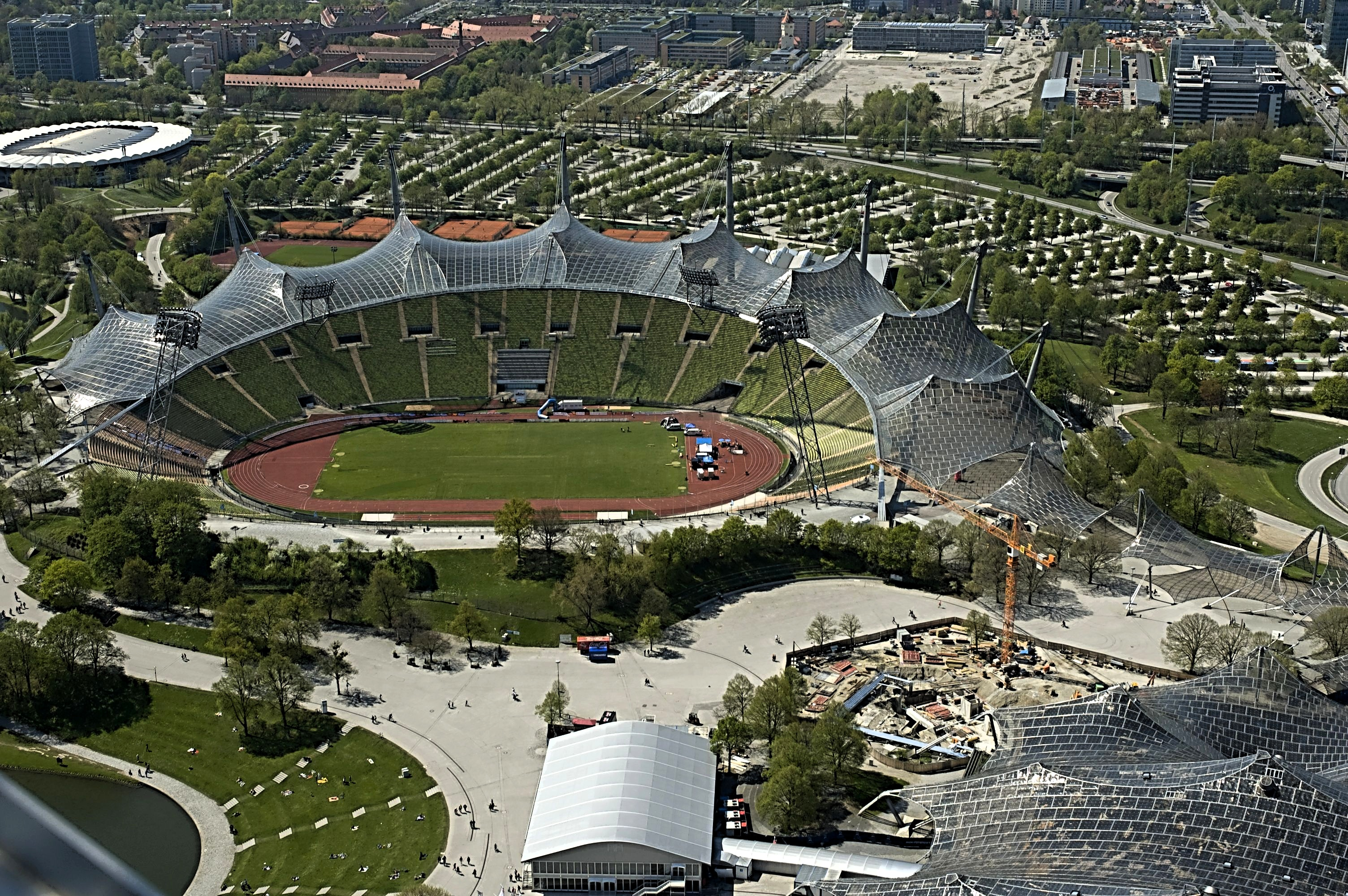
Das Olympiastadion in München von oben im Jahr 2009

Der 200-Meter-Lauf der Männer bei den Leichtathletik-Europameisterschaften 2002 wurde am 8. und 9. August 2002 im Münchener Olympiastadion ausgetragen.
Europameister wurde der griechische Olympiasieger von 2000 und amtierende Weltmeister Konstantinos Kenteris. Er gewann vor dem portugiesischen WM-Dritten von 1999 Francis Obikwelu, der zwei Tage zuvor den 100-Meter-Lauf gewonnen hatte. Bronze ging an den Briten Marlon Devonish.

## Rekorde

### Bestehende Rekorde
| Weltrekord           | 19,32 s | Michael Johnson | OS Atlanta, USA       | 1. August 1996     |
| Europarekord         | 19,72 s | Pietro Mennea   | Mexiko-Stadt, Mexiko  | 12. September 1979 |
| Meisterschaftsrekord | 20,11 s | John Regis      | EM Split, Jugoslawien | . August 1990      |

### Rekordverbesserungen
Im Finale gab es bei einem Gegenwind von 0,5 m/ss mehrere Rekordverbesserungen.
- Meisterschaftsrekord:
  - 19,85 s – Konstantinos Kenteris, Griechenland
- Landesrekorde:
  - 19,85 s – Konstantinos Kenteris, Griechenland
  - 20,21 s – Francis Obikwelu, Portugal

## Vorrunde
8. August 2002
Die Vorrunde wurde in fünf Läufen durchgeführt. Die ersten vier Athleten pro Lauf – hellblau unterlegt – sowie die darüber hinaus vier zeitschnellsten Läufer – hellgrün unterlegt – qualifizierten sich für die Zwischenrunde.

## Legende
Kurze Übersicht zur Bedeutung der Symbolik – so üblicherweise auch in sonstigen Veröffentlichungen verwendet:
| CR    | Championshiprekord             |
| NR    | Nationaler Rekord              |
| NU23R | Nationaler U23-Rekord          |
| DNS   | nicht am Start (did not start) |
| DSQ   | disqualifiziert                |

### Vorlauf 1

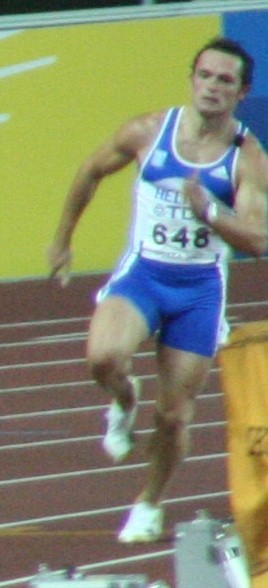
Anastasios Gousis schied als Siebter seines Vorlaufs aus

Wind: +0,8 m/s
| Platz | Name              | Nation         | Zeit (s) |
| ----- | ----------------- | -------------- | -------- |
| 1     | Marcin Urbaś      | Polen          | 20,71    |
| 2     | Christian Malcolm | Großbritannien | 20,82    |
| 3     | Ronald Pognon     | Frankreich     | 20,84    |
| 4     | Oleg Sergejew     | Russland       | 21,06    |
| 5     | Sergejs Inšakovs  | Lettland       | 21,20    |
| 6     | Anastasios Gousis | Griechenland   | 21,22    |
| 7     | Gideon Jablonka   | Israel         | 21,26    |

### Vorlauf 2

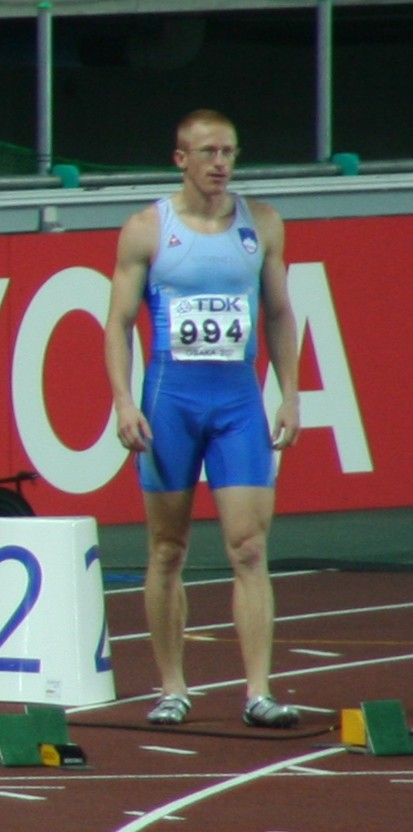
Als Sechster seines Vorlaufs überstand Matic Osovnikar die Vorrunde nicht

Wind: −0,2 m/s
| Platz | Name                 | Nation         | Zeit (s) |
| ----- | -------------------- | -------------- | -------- |
| 1     | Darren Campbell      | Großbritannien | 20,66    |
| 2     | Martin Briňarský     | Slowakei       | 20,75    |
| 3     | Johan Wissman        | Schweden       | 20,97    |
| 4     | Alessandro Cavallaro | Italien        | 21,03    |
| 5     | Steffen Otto         | Deutschland    | 21,24    |
| 6     | Matic Osovnikar      | Slowenien      | 21,55    |
| 7     | Dmitriy Chumichkin   | Aserbaidschan  | 21,72    |

### Vorlauf 3
Wind: −0,2 m/s
| Platz | Name            | Nation         | Zeit (s) |
| ----- | --------------- | -------------- | -------- |
| 1     | Marlon Devonish | Großbritannien | 20,81    |
| 2     | Marco Torrieri  | Italien        | 20,89    |
| 3     | Sergej Blinow   | Russland       | 20,99    |
| 4     | Erik Wahn       | Schweden       | 21,02    |
| 5     | Julián Martínez | Spanien        | 21,13    |
| 6     | Paul Brizzel    | Irland         | 21,32    |

### Vorlauf 4
Wind: +0,8 m/s
| Platz | Name               | Nation     | Zeit (s) |
| ----- | ------------------ | ---------- | -------- |
| 1     | Francis Obikwelu   | Portugal   | 20,55    |
| 2     | Marcin Jędrusiński | Polen      | 20,57    |
| 3     | Geir Moen          | Norwegen   | 20,68    |
| 4     | Tommi Hartonen     | Finnland   | 20,87    |
| 5     | Jiří Vojtík        | Tschechien | 20,88    |
| 6     | Gary Ryan          | Irland     | 20,93    |
| 7     | Christian Birk     | Dänemark   | 21,15    |

### Vorlauf 5

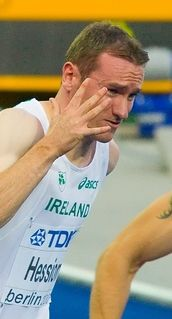
Paul Hession wurde Siebter in seinem Vorlauf und schied damit aus

Wind: −0,2 m/s
| Platz | Name                  | Nation       | Zeit (s) |
| ----- | --------------------- | ------------ | -------- |
| 1     | Konstantinos Kenteris | Griechenland | 20,55    |
| 2     | Troy Douglas          | Niederlande  | 20,81    |
| 3     | Johan Engberg         | Schweden     | 20,83    |
| 4     | Anninos Markoullidis  | Zypern       | 20,87    |
| 5     | John Ertzgaard        | Norwegen     | 20,88    |
| 6     | Emanuele Di Gregorio  | Italien      | 21,04    |
| 7     | Paul Hession          | Irland       | 21,28    |

## Viertelfinale
8. August 2002
Aus den drei Zwischenläufen qualifizierten sich die jeweils ersten vier Athleten – hellblau unterlegt – sowie die darüber hinaus vier zeitschnellsten Läufer – hellgrün unterlegt – für das Halbfinale.

### Viertelfinallauf 1

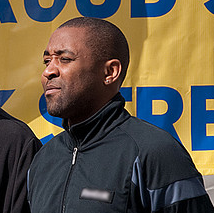
Darren Campbell, über 100 Meter hier Vizeeuropameister und 1998 Europameister, wurde im Viertelfinale disqualifiziert

Wind: −1,8 m/s
| Platz | Name                 | Nation         | Zeit (s) |
| ----- | -------------------- | -------------- | -------- |
| 1     | Marcin Urbaś         | Polen          | 20,86    |
| 2     | Marco Torrieri       | Italien        | 20,90    |
| 3     | Anninos Markoullidis | Zypern         | 21,04    |
| 4     | John Ertzgaard       | Norwegen       | 21,14    |
| 5     | Jiří Vojtík          | Tschechien     | 21,16    |
| 6     | Johan Engberg        | Schweden       | 21,21    |
| 7     | Sergej Blinow        | Russland       | 21,32    |
| DSQ   | Darren Campbell      | Großbritannien |          |

### Viertelfinallauf 2

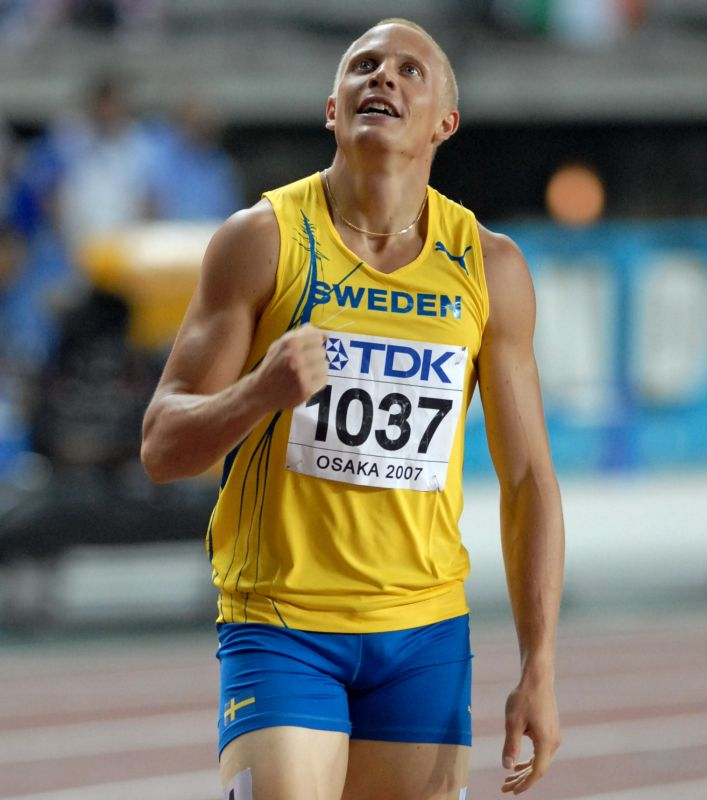
Johan Wissman kam im zweiten Viertelfinale nicht ins Ziel

Wind: +0,8 m/s
| Platz | Name                  | Nation         | Zeit (s) |
| ----- | --------------------- | -------------- | -------- |
| 1     | Konstantinos Kenteris | Griechenland   | 20,29    |
| 2     | Marlon Devonish       | Großbritannien | 20,41    |
| 3     | Troy Douglas          | Niederlande    | 20,78    |
| 4     | Geir Moen             | Norwegen       | 20,85    |
| 5     | Tommi Hartonen        | Finnland       | 20,90    |
| 6     | Oleg Sergejew         | Russland       | 21,11    |
| 7     | Emanuele Di Gregorio  | Italien        | 21,17    |
| DNF   | Johan Wissman         | Schweden       |          |

### Viertelfinallauf 3
Wind: −0,3 m/s
| Platz | Name                 | Nation         | Zeit (s) |
| ----- | -------------------- | -------------- | -------- |
| 1     | Marcin Jędrusiński   | Polen          | 20,37    |
| 2     | Francis Obikwelu     | Portugal       | 20,60    |
| 3     | Christian Malcolm    | Großbritannien | 20,66    |
| 4     | Martin Briňarský     | Slowakei       | 20,83    |
| 5     | Gary Ryan            | Irland         | 20,98    |
| 6     | Ronald Pognon        | Frankreich     | 20,99    |
| 7     | Alessandro Cavallaro | Italien        | 21,01    |
| 8     | Erik Wahn            | Schweden       | 21,06    |

## Halbfinale
9. August 2002
Aus den beiden Halbfinalläufen qualifizierten sich die jeweils ersten vier Athleten – hellblau unterlegt – für das Finale.

### Halbfinallauf 1

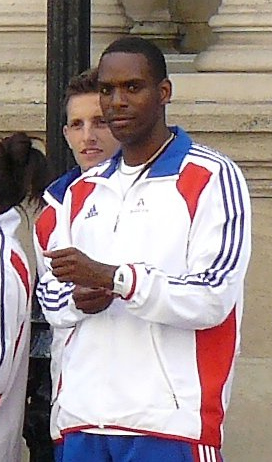
Für Ronald Pognon war das Halbfinale Endstation

Wind: −0,5 m/s
| Platz | Name               | Nation         | Zeit (s) |
| ----- | ------------------ | -------------- | -------- |
| 1     | Marcin Jędrusiński | Polen          | 20,46    |
| 2     | Francis Obikwelu   | Portugal       | 20,48    |
| 3     | Christian Malcolm  | Großbritannien | 20,54    |
| 4     | Marco Torrieri     | Italien        | 20,78    |
| 5     | Martin Briňarský   | Slowakei       | 20,97    |
| 6     | Gary Ryan          | Irland         | 20,98    |
| 7     | Ronald Pognon      | Frankreich     | 21,04    |
| 8     | Geir Moen          | Norwegen       | 21,21    |

### Halbfinallauf 2

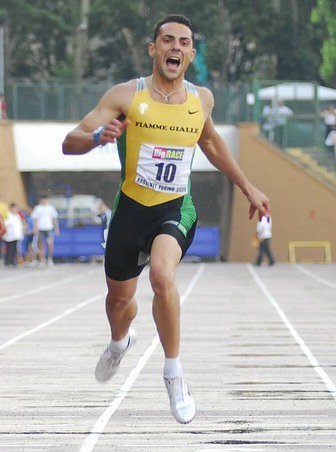
Rang sechs in seinem Halbfinallauf war für Alessandro Cavallaro zu wenig, um im Finale dabei zu sein

Wind: +0,2 m/s
| Platz | Name                  | Nation         | Zeit (s) |
| ----- | --------------------- | -------------- | -------- |
| 1     | Konstantinos Kenteris | Griechenland   | 20,18    |
| 2     | Marlon Devonish       | Großbritannien | 20,23    |
| 3     | Marcin Urbaś          | Polen          | 20,60    |
| 4     | Troy Douglas          | Niederlande    | 20,64    |
| 5     | Anninos Markoullidis  | Zypern         | 20,69    |
| 6     | Alessandro Cavallaro  | Italien        | 21,01    |
| 7     | Tommi Hartonen        | Finnland       | 21,04    |
| DNF   | John Ertzgaard        | Norwegen       |          |

## Finale

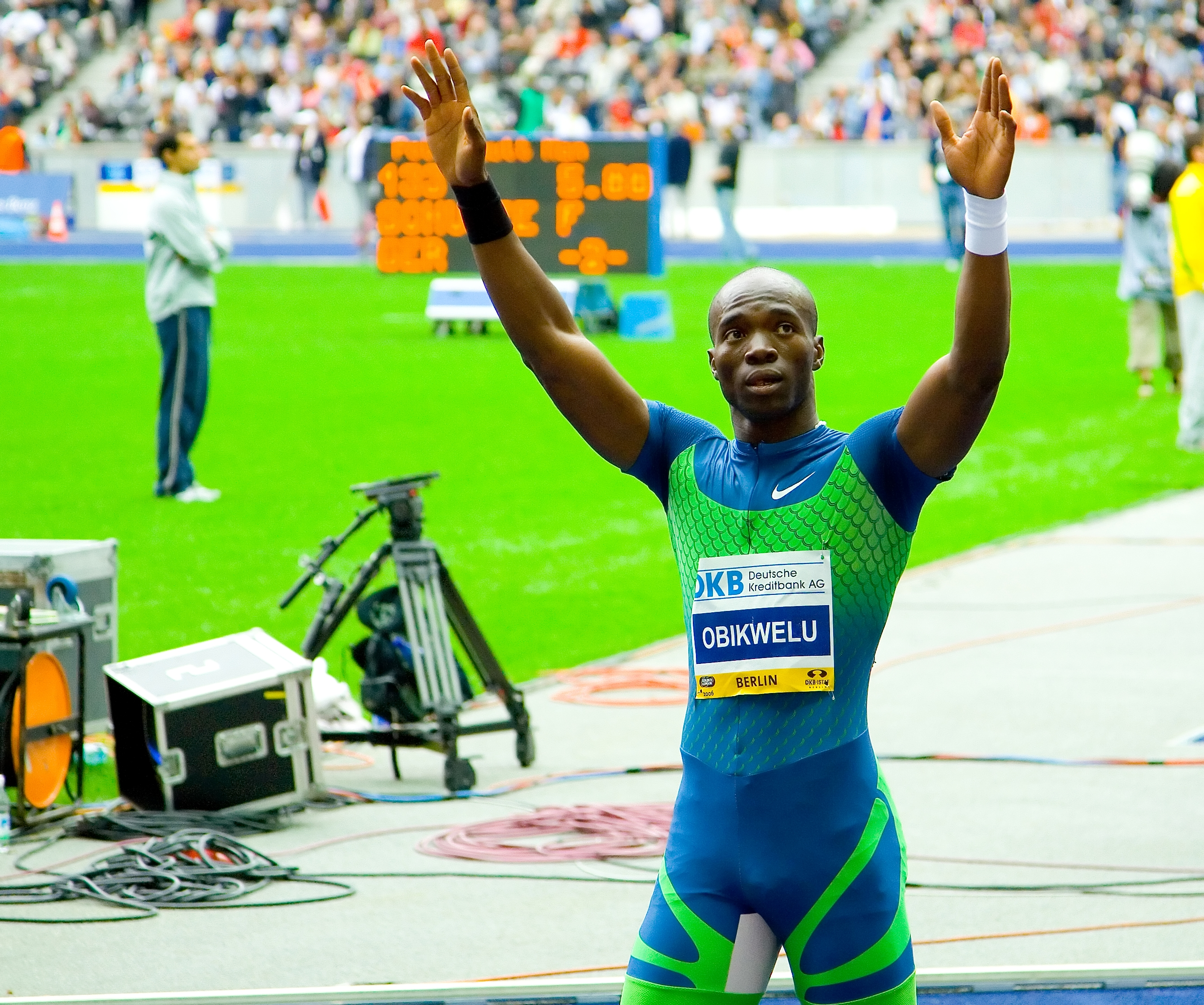
Francis Obikwelu – Rang zwei nach seinem Titel über 100 Meter zwei Tage zuvor
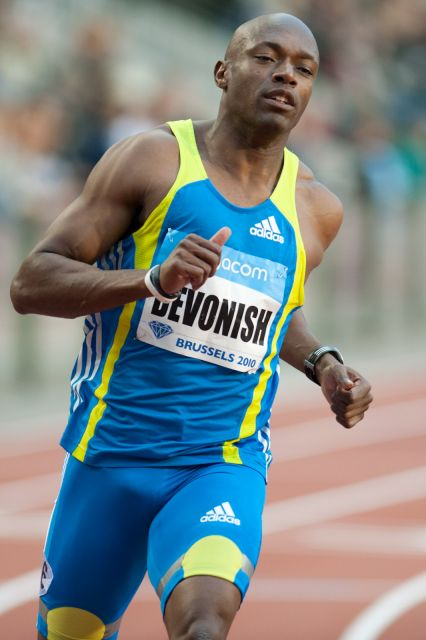
Bronzemedaillengewinner Marlon Devonish

9. August 2002
Wind: −0,5 m/s
| Platz | Name                  | Nation         | Zeit (s)    |
| ----- | --------------------- | -------------- | ----------- |
| 1     | Konstantinos Kenteris | Griechenland   | 19,85 CR/NR |
| 2     | Francis Obikwelu      | Portugal       | 20,21 NR    |
| 3     | Marlon Devonish       | Großbritannien | 20,24       |
| 4     | Christian Malcolm     | Großbritannien | 20,30       |
| 5     | Marcin Jędrusiński    | Polen          | 20,31 NU23R |
| 6     | Marco Torrieri        | Italien        | 20,68       |
| 7     | Troy Douglas          | Niederlande    | 20,83       |
| DNF   | Marcin Urbaś          | Polen          |             |

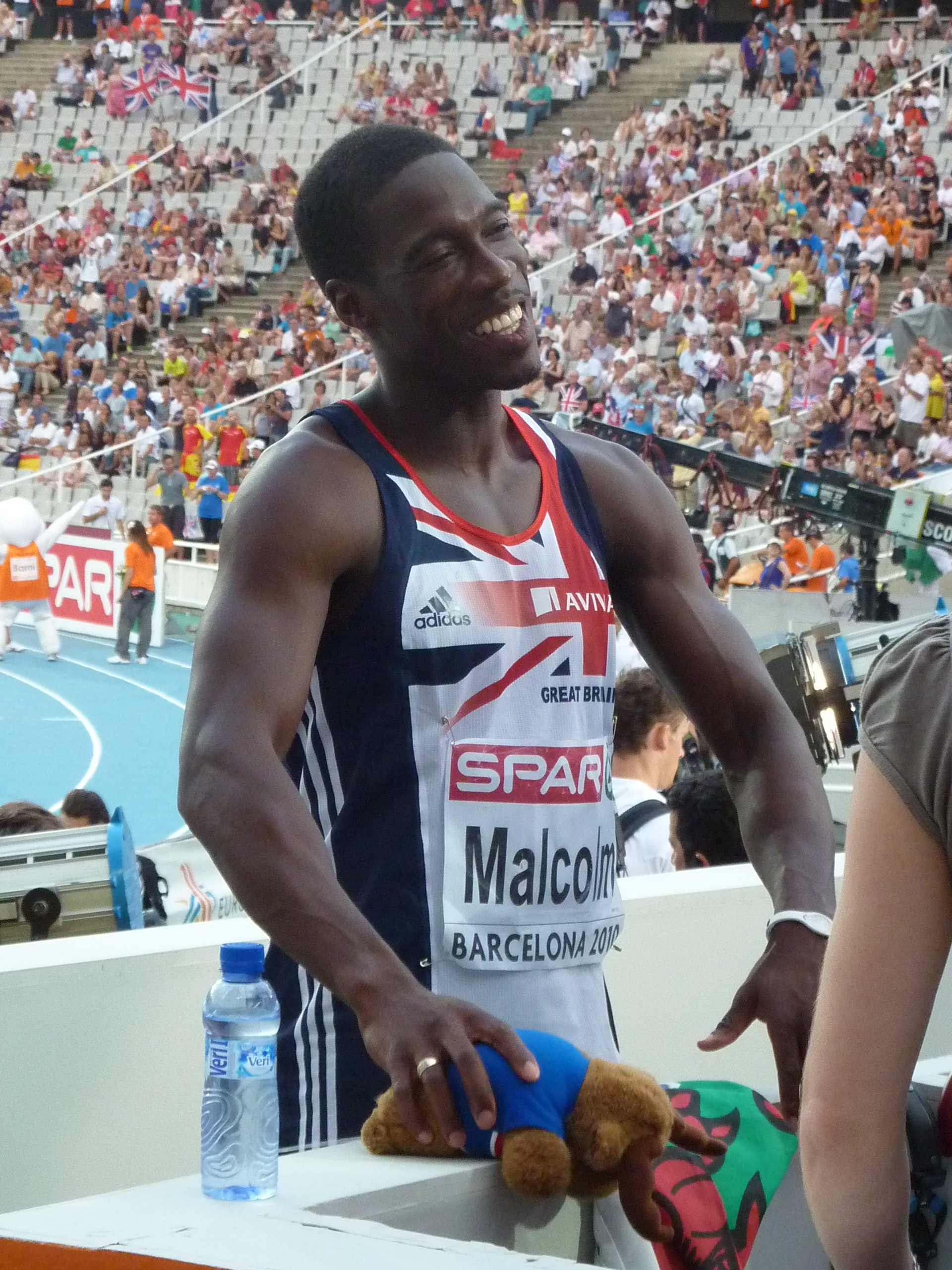
Christian Malcolm kam auf den vierten Platz
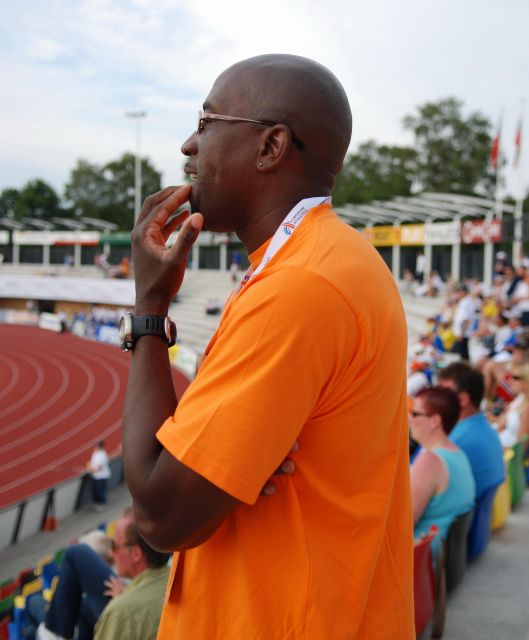
Troy Douglas belegte Rang sieben
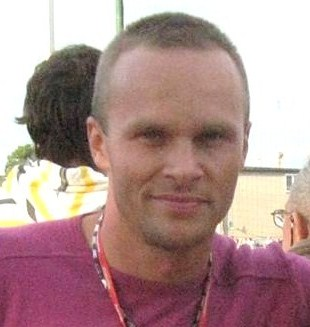
Marcin Urbaś erreichte in diesem Finale nicht das Ziel

## Videolinks
- Kenderis wins 200m in Munich European Championships 2002, youtube.com, abgerufen am 18. Januar 2023
- Kostas Kenteris 2002 European Champion, youtube.com, abgerufen am 18. Januar 2023